# Ali Treiki
Ali Abdussalam Treiki (även transkriberat till svenska som Treki eller Triki; arabiska: علي عبد السلام التريكي), född 1938 i Misrata, Libyen, död 19 oktober 2015 i Kairo, Egypten, var en libysk politiker och diplomat. Han var Libyens utrikesminister 1976–1982 och 1984–1986, Libyens ambassadör i Paris 1995–2001 samt ordförande i FN:s generalförsamling 2009–2010. Som Libyens FN-ambassadör tjänstgjorde Treiki 1982–1984, 1986–1990 och 2003–2009. År 1983 förorsakade Treiki en skandal i FN med sitt antisemitiska tal där han påstod att judarna är ansvariga för porrbranschen i New York.
Treiki hoppade av från regimens sida i inbördeskriget i början av april 2011.